# San Cebrián de Mazote
San Cebrián de Mazote és un municipi de la província de Valladolid a la comunitat autònoma espanyola de Castella i Lleó.
En aquesta petita població destaca l'església preromànica de Sant Cebrià, construïda a principis del segle x.

## Demografia
| 1991 | 1996 | 2001 | 2004 |
| ---- | ---- | ---- | ---- |
| 264  | 247  | 206  | 200  |